# Jürgen Zeschky
Jürgen Zeschky (* 1960 in Wetter an der Ruhr) ist ein deutscher Ingenieurwissenschaftler. Von März 2012 bis Mai 2015 war er Vorstandsvorsitzender des im TecDAX notierten Windkraftanlagen-Herstellers Nordex SE. Seit dem 1. Juli 2016 war er Vorstandsvorsitzender bei der Hoerbiger Holding. Von Januar 2022 bis Dezember 2023 war Zeschky CEO des Windkraftanlagenherstellers Enercon. Seit Januar 2024 in er im Vorstand der Aloys Wobben Stiftung, der Enercon gehört.

## Leben
Zeschky studierte in Aachen Maschinenbau und schloss das Studium mit der Promotion über Gasturbinen ab. Nach Eintritt in das Berufsleben war er zunächst bei Mannesmann Demag und bei Demag Drucklufttechnik tätig. Anschließend verbrachte er u. a. sechs Jahre in New Jersey, wo er einen Betrieb der Siemens Demag Delaval Turbomachinery leitete, und wechselte schließlich zu Voith Turbo. Dort wurde er im Oktober 2004 zunächst stellvertretender Geschäftsführer und im Februar 2005 Geschäftsführer. 
Im November 2011 wurde bekannt gegeben, dass Zeschky im Jahr 2012 als Nachfolger von Thomas Richterich CEO von Nordex werden würde. Richterich hatte zuvor seinen auslaufenden Vertrag nicht verlängert. Der Wechsel erfolgte schließlich zum März 2012. Am 20. Mai 2015 gab das Unternehmen bekannt, dass Zeschky auf eigenen Wunsch sein Amt am 31. aufgibt. Sein Nachfolger wurde Lars Bondo Krogsgaard. Zum 1. Januar 2016 trat er in die Hoerbiger Holding AG ein, wo er zum 1. Juli 2016 den Posten als CEO übernahm.

## Schriften
- Experimentelle Untersuchung der dreidimensionalen instationären Rotorströmung einer axialen Kaltluftturbine Dissertation, Aachen 1991.